# Cestiuspyramiden
Cestiuspyramiden är ett välbevarat gravmonument i form av en pyramid i Rom, belägen i närheten av den antika stadsporten Porta San Paolo och protestantiska kyrkogården. I närheten ligger också tunnelbanestationen Piramide, som uppkallats efter Cestiuspyramiden.

## Historia
Cestiuspyramiden uppfördes åt Gaius Cestius Epulonius (död 43 f.Kr.), medlem av Septemviri Epulonum, en sammanslutning av romerska präster. Pyramiden byggdes någon gång mellan år 18 till 12 f.Kr.
På 200-talet e.Kr. byggdes pyramiden in i Aurelianusmuren. 

## Beskrivning
Monumentet är 36,4 meter högt, av cement och täckt med vit marmor. Kammaren är 5,95 meter lång, 4,10 bred och 4,80 meter hög.